# 阿拉苏阿德比斯开
阿拉苏阿德比斯开（西班牙語：Arrazua de Vizcaya）是西班牙巴斯克自治区比斯开省的一个市镇。总面积10平方公里，总人口368人（2001年），人口密度37人/平方公里。